# Los Planes, Angel R. Cabada
Los Planes är en ort i Mexiko.   Den ligger i kommunen Angel R. Cabada och delstaten Veracruz, i den sydöstra delen av landet, 400 km öster om huvudstaden Mexico City. Los Planes ligger 31 meter över havet och antalet invånare är 106.
Terrängen runt Los Planes är platt åt nordväst, men åt sydost är den kuperad. Terrängen runt Los Planes sluttar västerut. Runt Los Planes är det ganska tätbefolkat, med 96 invånare per kvadratkilometer. Närmaste större samhälle är Lerdo de Tejada, 13,5 km nordväst om Los Planes. Omgivningarna runt Los Planes är en mosaik av jordbruksmark och naturlig växtlighet.